# Totora-Schilf

Boot der Urus aus Totora-Schilf auf dem Titicaca-See

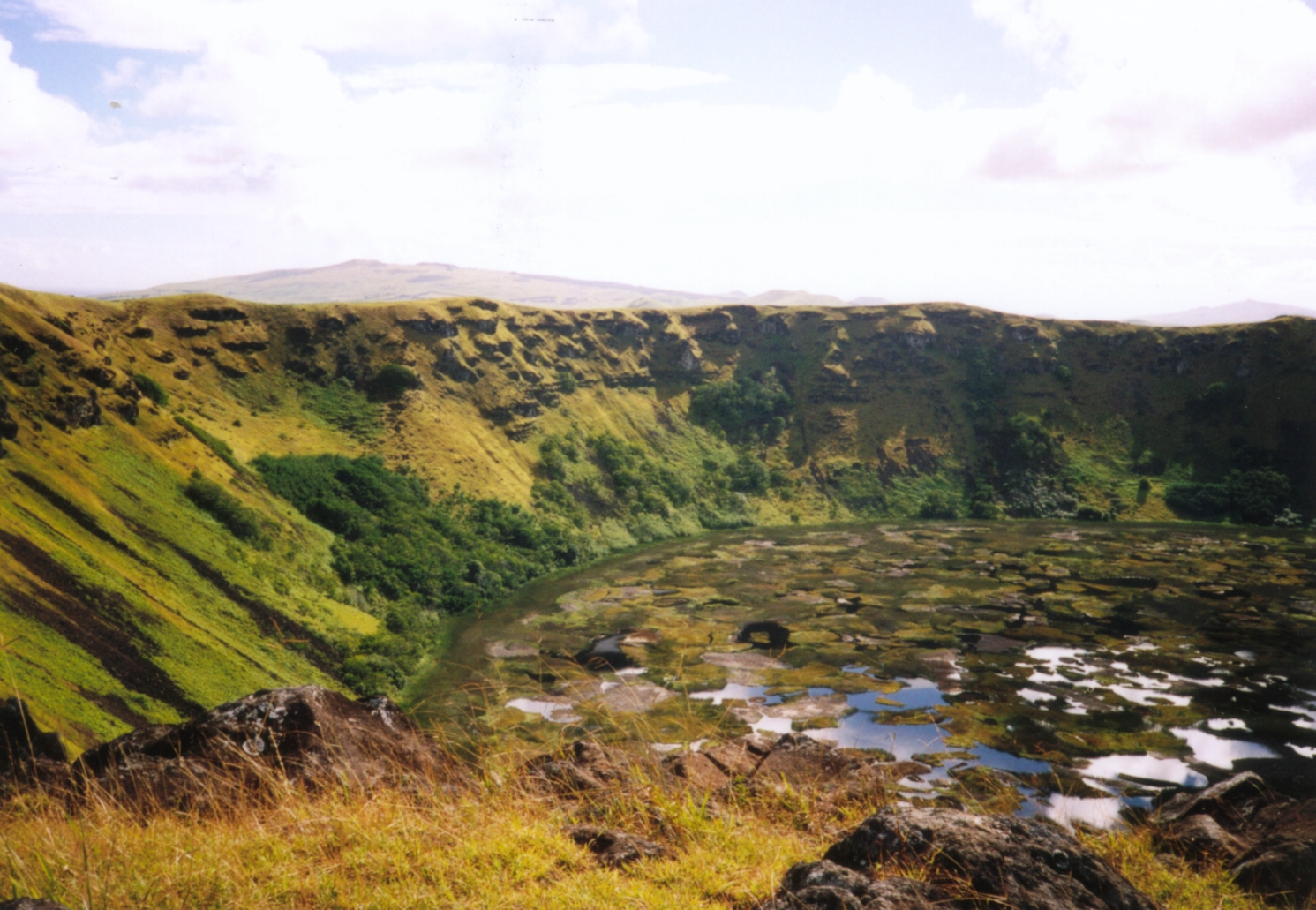
Totora-Schilf im Krater des Rano Kao auf der Osterinsel

Das Totora-Schilf (Schoenoplectus californicus) ist eine Pflanzenart in der Gattung der Teichbinsen (Schoenoplectus) aus der Familie der Sauergrasgewächse (Cyperaceae). Die Art gedeiht in Feuchtgebieten auf dem nord- und südamerikanischen Kontinent und auf der Osterinsel. Sie wurde von verschiedenen Kulturen vielfältig wirtschaftlich genutzt.

## Beschreibung
Totora-Schilf bildet 10 bis 15 Millimeter durchmessende Rhizome aus. Der Halm ist stumpf dreieckig mit fast flachen Seiten bis fast zylindrisch. Er ist glatt, daumendick und bis zu 3 Meter lang.
Basal bilden sich drei bis vier Blätter, die etwa ein Sechstel der Halmlänge erreichen. Die Blattscheiden sind an der Vorderseite grob gefiedert bis ausgefranst. Die Blattspreiten fehlen ganz oder erreichen nicht mehr als die halbe Länge der Blattscheiden. Sie werden etwa 20 Millimeter lang und ungefähr 2 Millimeter breit.
Die Blütenstände sind dreifach oder öfter verzweigt und erreichen Höhen bis 21 Zentimeter. Die Tragblätter sind aufrecht und dreieckig bis zylindrisch. Sie messen zwischen 1 und 8 Zentimeter. Die Blattränder der Tragblätter sind häufig rau und trockenhäutig.
Es bilden sich zwischen 25 und über 150 Ährchen, die einzeln oder in Gruppen stehen. Die Ährchen messen 5 bis 11 Millimeter in der Länge und etwa 3 Millimeter im Durchmesser. Die Spelzen sind orange-braun und hell länglich gefleckt. Sie sind breit-oval und messen 2,5 mal 2 Millimeter. Die Spelzenränder sind bewimpert und die Spitzen abgeflacht. Sie sind zwischen 0,1 und 0,2 Millimeter tief eingekerbt. Die Grannen sind nicht verwunden und für gewöhnlich nach außen gestreckt. Sie sind etwa 0,3 Millimeter lang.
Die zwei bis vier Blütenhüllblätter der zwittrigen Blüten sind dunkel rötlich-braun und dick laschenförmig oder dreikantig. Sie sind mit weichen, stumpfen Haaren besetzt. Die Antheren messen etwa 1,5 Millimeter, der Griffel ist 2-spaltig.
Die Achänenfrüchte sind dunkel grau-braun, einseitig abgeflacht und eiförmig, sowie apical bespitzt. Sie messen 1,8–2,2 mal 1,3 Millimeter.
Die Chromosomenzahl ist 2n = 68.

## Verbreitung und Standort
Totora-Schilf besiedelt Uferzonen von Flüssen, Teichen und Seen in ausgedehnten Kolonien und verträgt auch Brackwasser. Es wächst sowohl in Meereshöhe als auch am 3.812 Meter hoch gelegenen Titicacasee.
Die Verbreitung reicht von Kalifornien im Norden bis nach Argentinien und Chile im Süden und schließt die karibischen Inseln ein. Die Verbreitung der Pflanze auf der isoliert gelegenen Osterinsel erfolgte nach archäobotanischen Untersuchungen lange vor der Besiedlung durch den Menschen, vermutlich durch den Kot von Vögeln, ausgehend vom amerikanischen Festland. Heute gibt es in den Kraterseen des Rano Kao und des Rano Raraku noch ausgedehnte Bestände.
Neophytische Vorkommen finden sich auf Hawaii, den Cookinseln und in Neuseeland.

## Taxonomie
Totora-Schilf wurde 1831 von Carl Anton von Meyer in Mémoires présentés à l'Académie Impériale des Sciences de St.-Pétersbourg par Divers Savans et lus dans ses assemblées Band 1 Teil 3/4 Seite 200, Tafel 2 als Elytrospermum californicum erstbeschrieben. Die Art wurde 1972 von Jiří Soják in Časopis Národního Musea. Oddíl přírodovědný Band 140, Teil 3–4, Seite 127 als Schonoplectus californicus (C.A.Mey.) Soják in die Gattung Schoenoplectus gestellt.

## Bedeutung und Verwendung

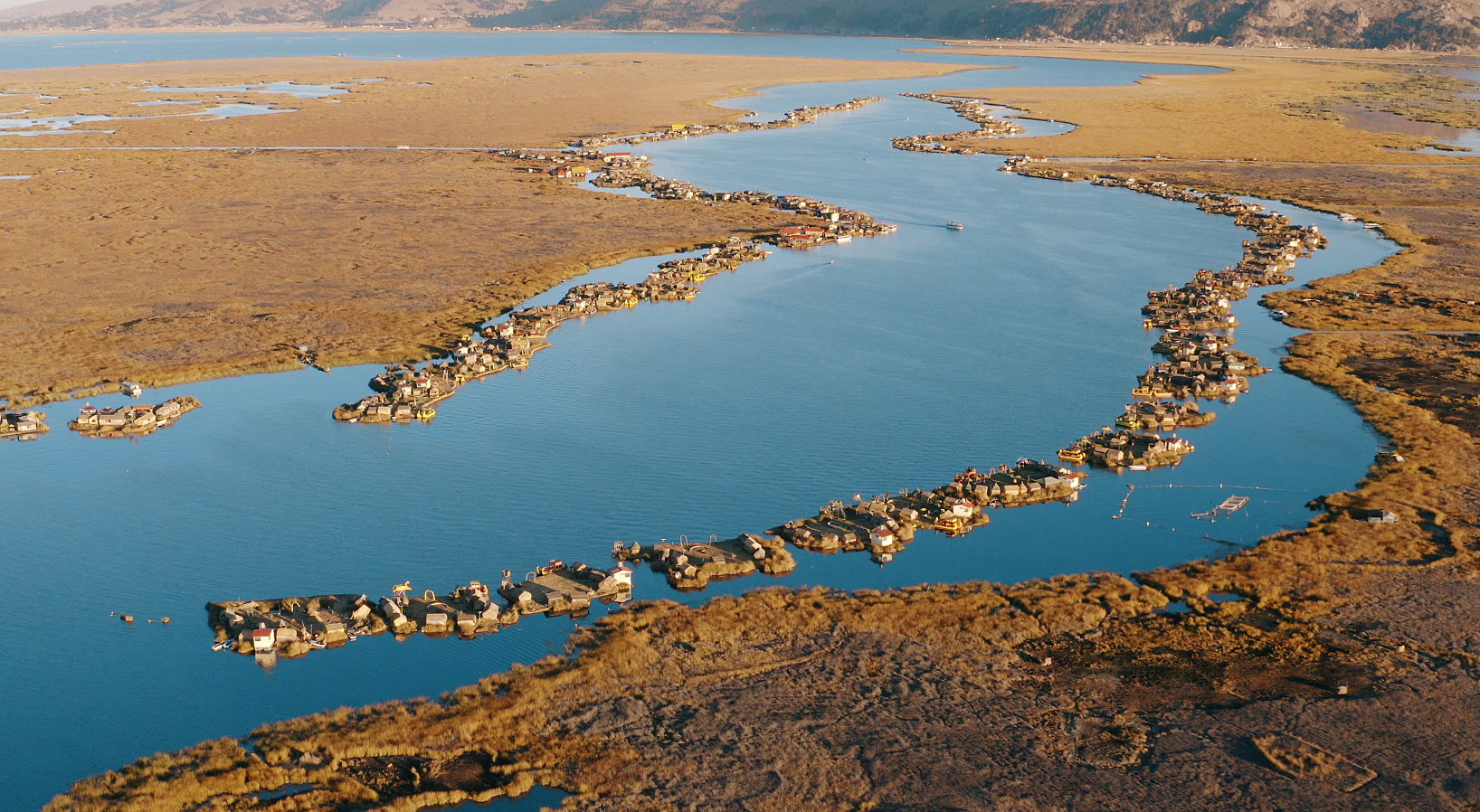
Künstliche schwimmende Inseln aus Totora-Schilf, gebaut von den Urus für ihre Siedlungen im Titicaca-See

Das Stängelinnere ist von Hohlräumen durchsetzt. Die abgeschnittenen, getrockneten und gebündelten Stängel haben im Wasser einen hohen Auftrieb. Das war die Grundlage für eine vielfältige, bis heute anhaltende wirtschaftliche Nutzung. Verschiedene südamerikanische Indianerstämme, die Chimu, die Mochica und die Osterinsel-Kultur verwendeten gebündelte Totora-Stängel zum Bau von Kanus, Schwimmhilfen und Flößen. Das Volk der Urus lebt heute noch auf schwimmenden Inseln aus Totora-Schilf im Titicaca-See. Häuser und Boote der Urus sind ebenfalls aus Schilf gebaut. Im Norden Perus spielen aus Totora-Schilf gebaute Boote, die dort als Caballito de Totora bezeichnet werden, eine wichtige Rolle in der Küstenfischerei.
Auch in der Osterinsel-Kultur wurde Totora-Schilf vielfältig genutzt. Nach einem Bericht von William Thomson, der 1886 die Osterinsel besuchte, waren die runden, an umgedrehte Boote erinnernden Paenga-Häuser mit Totora-Stängeln gedeckt.:454 Man verflocht sie außerdem zu Matten,:468 Körben, wasserabweisenden Capes und kleinen, dreieckigen Hüten für die Frauen. Totora wurde aber auch für die Herstellung sakraler Figuren, der riesigen, bis vier Meter hohen Paina-Figuren, gebraucht.
Nach Meinung von Thor Heyerdahl stellten die Osterinsulaner Kanus aus Schilfbündeln her, die angeblich so groß waren, dass sie drei Segel tragen konnten. Es gibt Petroglyphen, die eine solche Annahme stützen könnten. Auf den Platten einiger Steinhäuser in Orongo sind halbmondförmige Boote abgebildet, die ein bis drei Masten tragen. Am Rano Raraku ist auf der Brust eines der dort stehenden Moai ein Boot mit Masten und Segeln eingeritzt. Bei diesen Darstellungen ist allerdings zu bedenken, dass sie aus der Spätzeit stammen, als die Insulaner bereits Kontakt mit Europäern hatten. Die Zeichnungen dürften daher eher naive Abbildungen europäischer Segelschiffe sein, worauf auch die Anordnung der Masten und Segel (Rahsegel) hindeutet. In Berichten der europäischen Entdecker werden große Schilfboote nicht erwähnt. Ob es auf der Osterinsel hochseetüchtige Boote aus Totora-Schilf gegeben hat, muss daher Spekulation bleiben, eindeutige archäologische Beweise gibt es dafür nicht.